# Golden Trailer Awards
Die Golden Trailer Awards ist ein Filmpreis, der Errungenschaften im Bereich Marketing, Trailern, Filmpostern und Fernsehwerbung auszeichnet.

## Überblick
Die Verleihung der Golden Trailer Awards werden von den Geschwistern Evelyn Brady-Watters und Monica Brady organisiert. Sie verleihen die Preise ebenfalls. Die Jury besteht aus Regisseuren, Schauspielern, Produzenten, Drehbuchautoren und Kritikern. Die Zeremonie findet im Mai statt.
Die ersten Golden Trailer Awards wurden am 21. September 1999 in New York City verliehen. 2008 gewann The Dark Knight als erster Film in den Kategorien Best Action, Best Summer Blockbuster Poster und Trailer of the Year.

## Preisträger „Trailer of the Year“
- 2019: John Wick: Kapitel 3[3]
- 2018: Black Panther[4]
- 2017: Wonder Woman[5]
- 2016: Spotlight[6]
- 2015: Fast & Furious 7[7]
- 2014: Gravity[8]
- 2013: Iron Man 3
- 2012: The Dark Knight Rises[9]
- 2011: The Social Network
- 2010: Die Bucht
- 2009: Star Trek
- 2008: The Dark Knight
- 2007: 300
- 2006: Mission: Impossible III
- 2005: Saw
- 2004: Die Frauen von Stepford
- 2003: About Schmidt
- 2002: The Royal Tenenbaums
- 2001: Requiem for a Dream
- 2000: Matrix